# Ingeborg Esenwein-Rothe
Ingeborg Esenwein-Rothe (* 24. Juni 1911 in Chemnitz als Gisela Ingeborg Rothe; † 7. Dezember 2002 in Roth) war eine deutsche Wirtschaftswissenschaftlerin, insbesondere für Volkswirtschaftspolitik und Statistik.

## Leben
Ingeborg Rothe wurde am 24. Juni 1911 als Tochter des Konsuls und Bankiers Alfred Herrmann Rothe geboren. Ab 1928 studierte sie Sprachen und Musik am Conservatoire de Lausanne und absolvierte nach ihrer Rückkehr eine Banklehre. Ab 1933 studierte sie Rechts- und Staatswissenschaften, Musik und Volkswirtschaftslehre an der Alma Mater Rostochiensis in Rostock, an der Humboldt-Universität in Berlin, an der Julius-Maximilians-Universität Würzburg und an der Universität Leipzig.
1937 wurde Rothe an der Universität Leipzig mit der Arbeit Die Wirtschaftsstruktur des erzgebirgischen Dorfes zum Dr. rer. pol. promoviert und übernahm zunächst verschiedene Aufgaben. Bis 1945 war Esenwein-Rothe als Referentin bei der IHK Leipzig, beim Landwirtschaftsamt für den Wehrwirtschaftsbereich Salzburg und bei der Bezirkswirtschaftskammer Chemnitz beschäftigt. Später folgten Tätigkeiten als Regierungsrätin beim Landratsamt Chemnitz, als Rechts- und Wirtschaftsberaterin und ab 1947 als erste weibliche Lehrkraft an den Technischen Lehranstalten in Chemnitz, wo sie Volkswirtschaftslehre unterrichtete.
1948 heiratete sie Hermann Esenwein und zog zwei Jahre später mit ihm in die Bundesrepublik Deutschland. Von 1950 bis 1954 war sie als Lehrbeauftragte an der Hochschule für Arbeit, Politik und Wirtschaft Wilhelmshaven-Rüstersiel tätig.
1954 habilitierte sie sich an der Westfälischen Wilhelms-Universität in Münster für die Fächer Volkswirtschaftspolitik und Statistik mit der Arbeit Die Verkehrs-Effizienz: Versuch einer Erfassung und Messung der raumwirtschaftlichen Leistung von einseitig angeschlossenen Nebenbahnen. Noch im selben Jahr wurde eine Umhabilitation an die Hochschule für Sozialwissenschaften in Wilhelmshaven vorgenommen, wo sie eine Dozentenstelle für Statistik annahm. 1961 folgte dort die Ernennung zur außerplanmäßigen Professorin.
1962 wurde sie auf die außerordentliche Professur  an der Georg-August-Universität Göttingen und auf eine außerordentliche Professur für Volkswirtschaftslehre und Wirtschaftsstatistik an der Friedrich-Alexander-Universität Erlangen-Nürnberg berufen. Ein Jahr später übernahm Esenwein-Rothe den Lehrstuhl Statistik der Wirtschafts- und Sozialwissenschaftlichen Fakultät der Universität Erlangen-Nürnberg. Damit wurde sie die erste Frau, die eine ordentliche Professur an dieser Universität innehatte; bis 1989 kamen nur sechs weitere Frauen hinzu. 1976 folgte ihre Emeritierung.
Am 20. Juli 1984 wurde ihr der Bayerische Verdienstorden verliehen. Die Universität Trier verlieh ihr 1986 die Ehrendoktorwürde. Am 7. Dezember 2002 starb sie im Alter von 91 Jahren in Roth.

## Wirken
Ingeborg Esenwein-Rothe galt als führende Vertreterin der Wirtschaftsstatistik im deutschen Sprachraum. Darüber hinaus förderte sie die Wiederbelebung der Demographie in Deutschland wesentlich und verfasste ein international bekanntes Standardwerk zur Einführung in diese Disziplin. Außerdem war sie in der Regionalforschung aktiv; 1950 wurde sie zum korrespondierenden Mitglied und 1974 zum Vollmitglied der Akademie für Raumforschung und Landesplanung gewählt. Auch international wurde ihr Anerkennung zuteil: Ab 1964 war sie Mitglied der Union Internationale pour l'Etude Scientifique de la Population und ab 1973 Mitglied des Internationalen Statistischen Institutes.

## Werke (Auswahl)
- Mensch und Wirtschaft im erzgebirgischen Dorf (= Der sächsische Wirtschaftsraum. Leipziger Beiträge zur Raumforschung. Band 2). Buske, Leipzig 1938 (publizierte Fassung ihrer Dissertation).
- Die Verkehrs-Effizienz. Versuch einer Erfassung und Messung der raumwirtschaftlichen Leistung von einseitig angeschlossenen Nebenbahnen. Duncker & Humblot, Berlin 1956.
- Ingeborg Esenwein-Rothe: Sozialpolitische Probleme der Industrialisierung strukturschwacher Räume. In: Zeitschrift für die gesamte Staatswissenschaft. Band 118, 1962, S. 296–310, JSTOR:40748565.
- Wirtschaftsstatistik. Gabler, Wiesbaden 1962.
- Allgemeine Wirtschaftsstatistik. Kategorienlehre. 2. Auflage. Gabler, Wiesbaden 1969, ISBN 3-663-00389-2.
- Einführung in die Demographie. Bevölkerungsstruktur und Bevölkerungsprozess aus der Sicht der Statistik. Steiner, Wiesbaden 1982, ISBN 3-515-03614-8.